# Вила Латина
Вила Латина (на италиански: Villa Latina) е малък град и община в провинция Фрозиноне, регион Лацио, Централна Италия.
Градът има 1240 жители (към 31 декември 2010) и се намира на 134 км източно от Рим и 53 км източно от Фрозиноне в долината на Мелфа на 415 м височина.
През древността Вила Латина принадлежи към Атина. През 1832 г. става самостоятелен с името Agnone. Заради археологичните находки започва през 1862 г. да се нарича Вила Латина.